# Wensleydale (Landschaft)

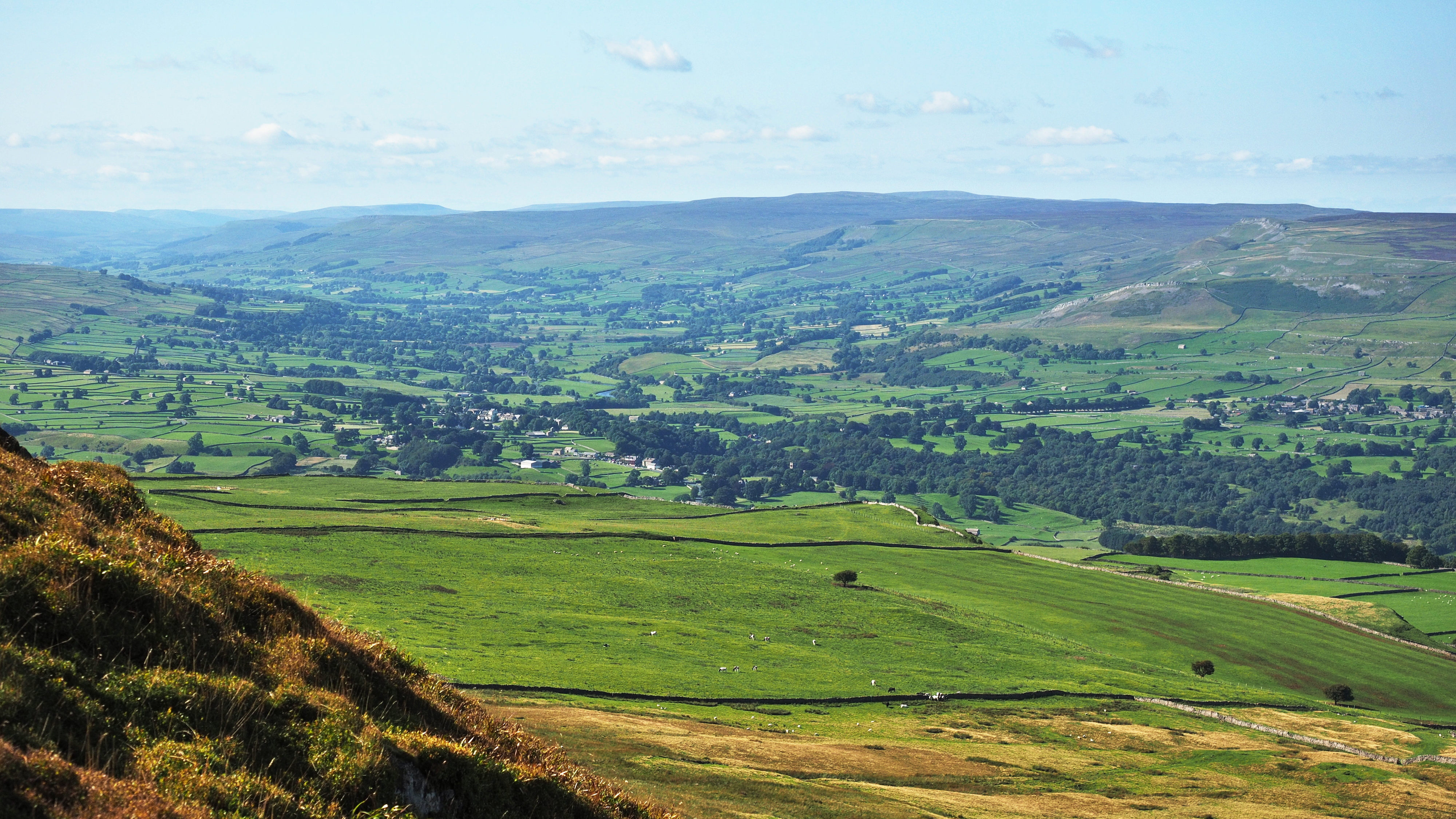
Wensleydale, Blick nach Westen talaufwärts

Wensleydale ist ein Flusstal in North Yorkshire, Nordengland, und eines der Yorkshire Dales. Es wird vom River Ure durchflossen und ist aufgrund seines ausgeprägt ländlichen Charakters als Urlaubsregion beliebt. Der hier produzierte Wensleydale-Käse wird überregional vermarktet.

## Beschreibung
Wensleydale ist ein weites Trogtal, das sich vom Hauptkamm der Pennines östlich zum Vale of Mowbray senkt. Das eigentliche Tal reicht etwa von Hawes in Luftlinie 30 km weit nach Middleham, wo sich der Ure nach Süden wendet und auf die Ortschaft Masham zufließt. Der leicht hügelige Talgrund zwischen den begrenzenden Hängen ist fast überall 800 bis 1300 Meter breit und bietet viel Platz für Nutzflächen, Ansiedlungen und Verkehrswege. Der größte Teil des Tales liegt im Yorkshire Dales National Park.
Höchster Punkt des Wensleydale ist der 716 m hohe Great Shunner Fell nördlich von Hawes, die dritthöchste Erhebung Yorkshires. Die Höhe des Talgrundes fällt von etwa 230 m bei Hawes auf 76 m bei Masham ab.
Namensgebend für das Tal war das Dorf Wensley am östlichen Talausgang. Damit ist Wensleydale eines der wenigen Yorkshire Dales, die nicht nach ihrem Hauptfluss benannt sind. Allerdings war früher auch der Name Yoredale in Gebrauch. 
Während der Talverlauf auf der nördlichen Seite nur kleine Seitenäste aufweist, liegen an der südlichen Seite bedeutende, mehrere Kilometer lange Seitentäler: Widdale und Sleddale münden bei Hawes, Raydale bei Bainbridge, Bishopdale bei Aysgarth und Coverdale bei Middleham. Im Raydale liegt Semer Water, ein natürlicher See, auf dem beschränkt Wassersport möglich ist.

## Verkehr

### Straßenverkehr
Der Länge nach durch Wensleydale verläuft die A684, die im Osten bei Leeming an die A1 angeschlossen ist und sich nach Westen durch das Garsdale zur M6 und nach Kendal fortsetzt.
Am westlichen Ende des Tales stellt der Buttertubs-Pass eine Verbindung zum nördlich benachbarten Swaledale her, durch Widdale verläuft eine Straße nach Südwesten zum Ribblehead. Durch Bishopdale und Coverdale verlaufen Straßen ins südliche Wharfedale.

### Schienenverkehr
Die historische Wensleydale Railway bildete eine durchgehende Strecke durch das Tal und verband Northallerton (Anschluss an die East Coast Main Line) mit Garsdale (Anschluss an die Bahnstrecke Settle–Carlisle), wobei sie den Hauptkamm der Pennines kurz vor dem Bahnhof Garsdale überquerte. Sie wurde ab 1848 gebaut und 1878 fertiggestellt. 1954 wurde der Personenverkehr wieder eingestellt, der Gleiskörper teilweise abgebaut und die verbliebene Strecke als reine Güterbahn bis 1992 weiterbetrieben. Seit 2003 findet wieder Personenverkehr als Museumsbahn statt, zum Teil mit Dampflokomotiven. Der nicht abgebaute Streckenabschnitt wurde bis 2014 in voller Länge von Northallerton (West) bis Redmire wiedereröffnet.

## Wirtschaft
Neben dem Tourismus sind Vieh- und Milchwirtschaft die Hauptwirtschaftszweige im heutigen Wensleydale. Im östlichen Teil befindet sich ein großer Kalksteinbruch, Wensley Limestone Quarry.
In der Käserei Wensleydale Creamery in Hawes wird der bekannte und überregional vermarktete Wensleydale-Käse erzeugt, der sich zu einem bedeutenden Wirtschaftszweig entwickelt hat. Die Käserei hat ein Besucherzentrum, eine Probierstube für sämtliche regionalen Käsesorten und ein Museum über die Geschichte der Käseherstellung. Die Marke ist europaweit geschützt.
Zwei überregional bedeutende Brauereien sind in der Ortschaft Masham ansässig: die Black Sheep Brewery und T&R Theakston.

## Kultur

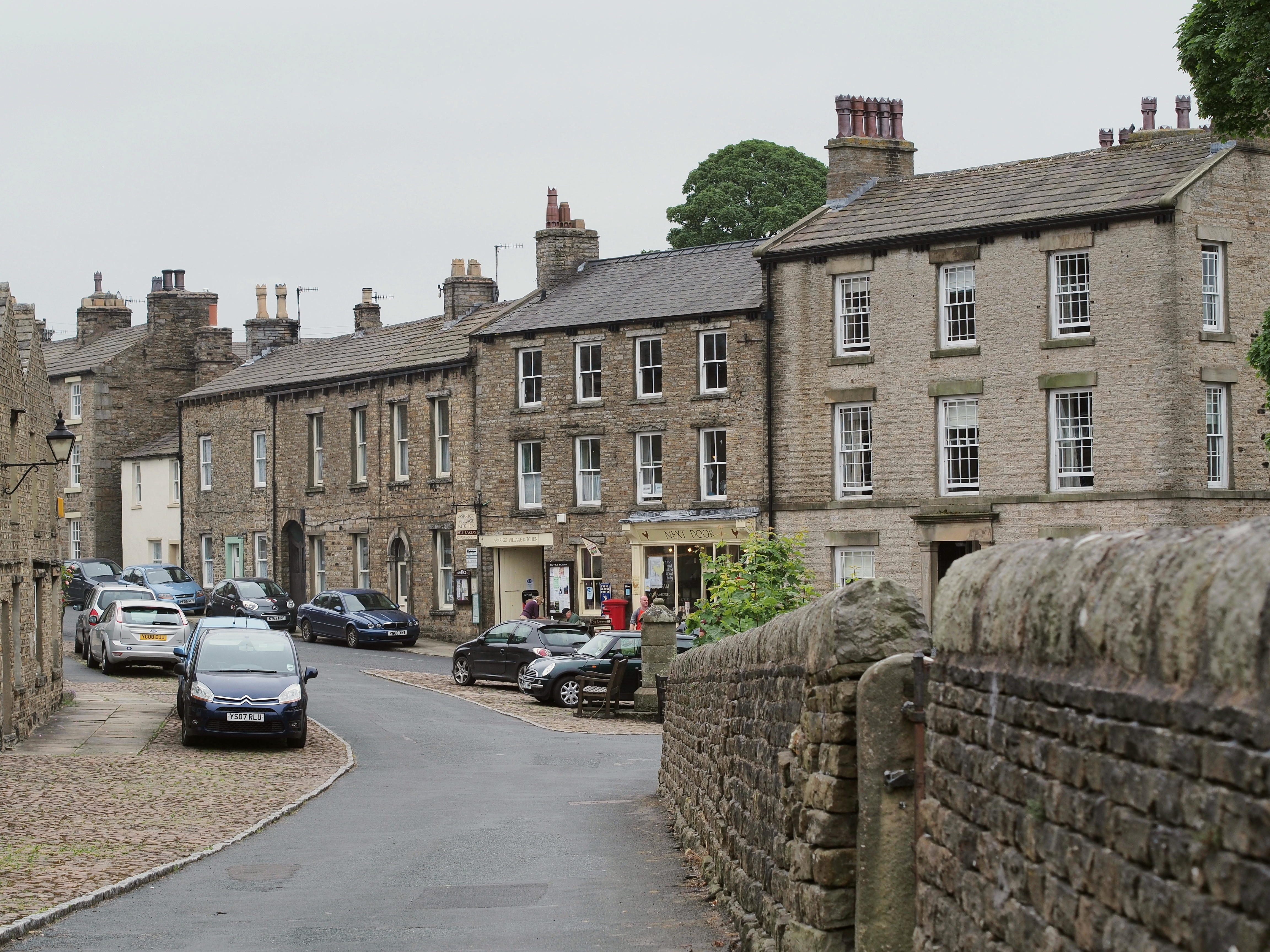
Askrigg, Marktplatz

Bekanntheit erlangte das mitten im Tal gelegene Dorf Askrigg mit der mittelalterlichen Dorfkirche St Oswald dadurch, dass es in der Fernsehserie Der Doktor und das liebe Vieh Standort der Tierarztpraxis war. Weitere Drehorte der Serie liegen ebenfalls im Wensleydale und seinen Seitentälern.
Die Wasserfälle Aysgarth Falls stellen eine Touristenattraktion mit eigenem Besucherzentrum dar. Sie waren Drehort im Film Robin Hood – König der Diebe.

## Tourismus
Der ländliche Charakter des ruhigen Tales hat eine sanfte Tourismuswirtschaft entstehen lassen. Attraktionen wie die Aysgarth Falls oder die Wensleydale Creamery bieten eigene Besucherzentren. Mehrere Ortschaften haben lokale Museen eingerichtet, es gibt viele Gasthäuser, Privatunterkünfte und einige Campingplätze. Gern wird die intakte Naturlandschaft von Vogelbeobachtern und Anglern besucht. 
Wensleydale wird von markierten Wanderwegen durchzogen. Der Pennine Way, Englands längster Fernwanderweg, verläuft in Nord-Süd-Richtung durch Hawes und über den Great Shunner Fell.